# The Powder Flash of Death
The Powder Flash of Death è un cortometraggio muto del 1913 diretto da Allan Dwan.

## Produzione
Il film fu prodotto dalla Bison Motion Pictures (con il nome 101-Bison).

## Distribuzione
Distribuito dall'Universal Film Manufacturing Company, il film - un cortometraggio in una bobina - uscì nelle sale cinematografiche statunitensi l'8 luglio 1913.